# Lampria dives
Lampria dives là một loài ruồi trong họ Asilidae. Lampria dives được Wiedemann miêu tả năm 1828. Loài này phân bố ở vùng Tân nhiệt đới.